# Abelardo Ríos
Ríos  Osorio est un nom espagnol. Le premier nom de famille, en général paternel, est Ríos ; le second, en général maternel, souvent omis, est Osorio.
Abelardo Antonio Ríos Osorio, né à Alejandría (département d'Antioquia), le 20 janvier 1952, est un coureur cycliste colombien des années 1970 et 1980, professionnel de 1985 à 1988. 
En 1973 (es), il fait partie de la première sélection nationale qui dispute le Tour de l'Avenir. Il le terminera neuvième, en échouant deux fois à la deuxième place lors d'arrivées d'étape. Il a, également, participé aux Jeux olympiques de 1976 à Montréal,.
| Image externe |                                 |
|               | Abelardo Ríos en pleine action. |

Il a été intégré à la première équipe cycliste colombienne (amateur) invitée à participer à un grand tour, le Tour de France 1983.
Après dix-sept participations au Clásico RCN, Abelardo Ríos met un terme à sa carrière cycliste à l'issue du Tour de Colombie 1988.

## Équipes
- Amateur :
  - 1983 :  Colombie - Piles Varta
  - 1984 :  Colombie - Piles Varta
- Professionnelles[7] :
  - 1985 :  Piles Varta - Café de Colombia - Mavic
  - 1986 :  Café de Colombia - Piles Varta
  - 1987 :  Pony Malta Bavaria
  - 1988 :  Pony Malta Bavaria - Avianca

## Palmarès
- Clásico RCN
  - 17 participations[5].
  - 2 fois sur le podium (2e en 1975[8] et 3e en 1974[9])[10].
  - 10 fois dans les 10 premiers au classement général final entre 1971 et 1981[10].
  - 4 victoires d'étape en 1974, en 1978[11], en 1980 et en 1981[12].
- Tour de Colombie
  - 6 victoires d'étape en 1973[13], en 1976[14], en 1979, en 1981, en 1986 et en 1987[15].

## Résultats sur lesgrands tours

### Tour de France
2 participations.
- 1983: 44e du classement général.
- 1984: non partant au matin de la 7e étape.

### Tour d'Italie
1 participation.
- 1985: 62e du classement général.

### Tour d'Espagne
Aucune participation.

## Résultats sur les championnats

### Jeux olympiques
1 participation.
- 1976 : abandon[3].

### Championnats du monde amateurs
2 participations.
- Montjuich 1973 : 28e au classement final[16].
- Prague 1981 : 51e au classement final[17].

### Championnats nationaux
- 1975 :  Médaillé de bronze de la course en ligne.
- 1976 :  Médaillé d'argent de la course en ligne.
- 1977 :  Champion de Colombie sur route.